# الكلية الرومانية
الكلية الرومانية أو كوليجيو رومانو (بالإيطالية: Collegio Romano) هي مدرسة أسسها القديس إغناطيوس دي لويولا سنة 1551، بعد 17 عامًا من تأسيسه جمعية يسوع سنة 1534.
سرعان ما توسعت الكلية الرومانية لتضم فصولًا تباين مستواها من مستوى المدرسة الأولية إلى المستوى الجامعي، وتنقلت بين عدة مقار لتتواءم مع تزايد عدد طلابها، إلى أن استقرت في مقرها النهائي قرب وسط حي بينيا التاريخي بروما، الذي بُني برعاية البابا غريغوريوس الثالث عشر في الفترة من 1582 إلى 1584، فيما يسمى اليوم بساحة الكوليجيو رومانو (بالإيطالية: Piazza del Collegio Romano). وفي سنة 1584، جرى تغيير اسم الكلية إلى الجامعة الغريغورية نسبة إلى راعي الجامعة غريغوريوس الثالث عشر، وظلت الجامعة في هذا المقر 286 عامًا إلى أن احتُلت روما سنة 1870.

## الهوامش
1. 1 2  مذكور في: catalogo.beniculturali.it.
2. ↑  في سنة 1870، صادرت الحكومة الإيطالية الجديدة ممتلكات الجامعة ومبانيها (التي احتلتها لاحقًا مدرسة إنيو كيرينو فيسكونتي) مما اضطر الجامعة إلى نقل مقرها إلى قصر غابريللي-بوروميو في فيا دل سيميناريو.